# Quedas do Iguaçu
Quedas do Iguaçu est une municipalité brésilienne située dans l'État du Paraná.